# Europamästerskapen i konståkning
Europamästerskapen i konståkning arrangeras sedan 1891.

## Värdorter
- 1891 – Hamburg, Tyskland
- 1892 – Wien, Österrike
- 1893 – Inställda
- 1894 – Wien, Österrike
- 1895 – Budapest, Ungern
- 1896 – Inställda
- 1897 – Inställda
- 1898 – Trondheim, Norge
- 1899 – Davos, Schweiz
- 1900 – Berlin, Tyskland
- 1901 – Wien, Österrike
- 1902 – Inställda, isbrist
- 1903 – Inställda, isbrist
- 1904 – Davos, Schweiz
- 1905 – Bonn, Tyskland
- 1906 – Davos, Schweiz
- 1907 – Berlin, Tyskland
- 1908 – Warszawa, Polen
- 1909 – Budapest, Ungern
- 1910 – Berlin, Tyskland
- 1911 – Sankt Petersburg, Ryssland
- 1912 – Stockholm, Sverige
- 1913 – Oslo, Norge
- 1914 – Wien, Österrike
- 1915 – 1921 Inga mästerskap på grund av första världskriget
- 1922 – Davos, Schweiz
- 1923 – Oslo, Norge
- 1924 – Davos, Schweiz
- 1925 – Triberg im Schwarzwald, Tyskland
- 1926 – Davos, Schweiz
- 1927 – Wien, Österrike
- 1928 – Opava, Tjeckoslovakien
- 1929 – Davos, Schweiz
- 1930 – Berlin, Tyskland
- 1931 – Wien, Österrike
- 1932 – Paris, Frankrike
- 1933 – London, Storbritannien
- 1934 – Seefeld in Tirol, Österrike
- 1935 – Sankt Moritz, Schweiz
- 1936 – Berlin, Tyskland
- 1937 – Prag, Tjeckoslovakien
- 1938 – Sankt Moritz, Schweiz
- 1939 – Davos, Schweiz

- 1940–1946 – Inga tävlingar på grund av andra världskriget

- 1947 – Davos, Schweiz
- 1948 – Prag, Tjeckoslovakien
- 1949 – Milano, Italien
- 1950 - Oslo, Norge
- 1951 – Zürich, Schweiz
- 1952 – Wien, Österrike
- 1953 – Dortmund, Västtyskland
- 1954 – Bolzano, Italien
- 1955 – Budapest, Ungern
- 1956 – Paris, Frankrike
- 1957 – Wien, Österrike
- 1958 – Bratislava, Tjeckoslovakien
- 1959 – Davos, Schweiz
- 1960 – Garmisch-Partenkirchen, Västtyskland
- 1961 – Västberlin, Västtyskland
- 1962 – Genève, Schweiz
- 1963 – Budapest, Ungern
- 1964 – Grenoble, Frankrike
- 1965 – Moskva, Sovjetunionen
- 1966 – Bratislava, Tjeckoslovakien
- 1967 – Ljubljana, Jugoslavien
- 1968 – Västerås, Sverige
- 1969 – Garmisch-Partenkirchen, Västtyskland
- 1970 – Leningrad, Sovjetunionen
- 1971 – Zürich, Schweiz
- 1972 – Göteborg, Sverige
- 1973 – Köln, Västtyskland
- 1974 – Zagreb, Jugoslavien
- 1975 – Köpenhamn, Danmark
- 1976 – Genève, Schweiz
- 1977 – Helsingfors, Finland
- 1978 – Strasbourg, Frankrike
- 1979 – Zagreb, Jugoslavien
- 1980 – Göteborg, Sverige
- 1981 – Innsbruck, Österrike
- 1982 – Lyon, Frankrike
- 1983 – Dortmund, Västtyskland
- 1984 – Budapest, Ungern
- 1985 – Göteborg, Sverige
- 1986 – Köpenhamn, Danmark
- 1987 – Sarajevo, Jugoslavien
- 1988 – Prag, Tjeckoslovakien
- 1989 – Birmingham, Storbritannien
- 1990 – Leningrad, Sovjetunionen
- 1991 – Sofia, Bulgarien
- 1992 – Lausanne, Schweiz
- 1993 – Helsingfors, Finland
- 1994 – Köpenhamn, Danmark
- 1995 – Dortmund, Tyskland
- 1996 – Sofia, Bulgarien
- 1997 – Paris, Frankrike
- 1998 – Milano, Italien
- 1999 – Prag, Tjeckien
- 2000 – Wien, Österrike
- 2001 – Bratislava, Slovakien
- 2002 – Lausanne, Schweiz
- 2003 – Malmö, Sverige
- 2004 – Budapest, Ungern
- 2005 – Turin, Italien
- 2006 – Lyon, Frankrike
- 2007 – Warszawa, Polen
- 2008 – Zagreb, Kroatien
- 2009 – Helsingfors, Finland
- 2010 – Tallinn, Estland
- 2011 – Bern, Schweiz
- 2012 – Sheffield, Storbritannien
- 2013 – Zagreb, Kroatien
- 2014 – Budapest, Ungern
- 2015 – Stockholm, Sverige
- 2016 – Bratislava, Slovakien
- 2017 – Ostrava, Tjeckien
- 2018 – Moskva, Ryssland
- 2019 – Minsk, Vitryssland
- 2020 – Graz, Österrike
- 2022 – Tallinn, Estland
- 2023 – Esbo, Finland
- 2024 – Kaunas, Litauen
- 2025 – Tallinn, Estland